# بل آمی (فیلم ۱۹۳۹)
بل آمی (فرانسوی: Bel Ami‎) فیلمی به کارگردانی ویلی فرست است که در سال ۱۹۳۹ منتشر شد. از بازیگران آن می‌توان به اولگا چخووا، آیلز ورنر، ویلی فرست و برونو زینر اشاره کرد.